# Magnus Pehrsson
Karl Magnus Pehrsson (Lidingö, 25 de maio de 1976) é um ex-futebolista e treinador de futebol sueco que atuava como meio-campista. 

## Carreira
Na época de jogador, Pehrsson, revelado pelo IFK Lidingö, iniciou a carreira em 1991, no IF Brommapojkarna. Porém, destacou-se nas 2 passagens pelo Djurgården (62 partidas entre 1994-96 e 72 jogos entre 1999-03), conquistando 3 títulos.
Em 1996, teve uma curta passagem por empréstimo ao Bradford City, que durou apenas um jogo. Voltou à Suécia no ano seguinte para defender o IFK Göteborg durante 2 temporadas.
Uma grave lesão obrigou Pehrsson a encerrar prematuramente a carreira de jogador em 2003, com apenas 27 anos.

## Carreira de treinador
Em 2004, virou auxiliar-técnico do Åtvidabergs, função que exerceria até 2005, quando foi promovido ao comando da equipe. No moesmo ano, assumiu o comando do IK Sirius.
Passou também por GAIS, AaB Aalborg e Djurgården antes de ser contratado para o lugar de Tarmo Rüütli para exercer o comando técnico da Seleção Estoniana em dezembro de 2013.